# Kropstädt
Kropstädt é um município da Alemanha localizado no distrito de Wittenberg, estado de Saxônia-Anhalt.
Pertence ao Verwaltungsgemeinschaft de Elbaue-Fläming.